# Nazionale femminile di pallavolo dell'Ungheria
La nazionale femminile di pallavolo dell'Ungheria è una squadra europea composta dalle migliori giocatrici di pallavolo dell'Ungheria ed è posta sotto l'egida della Federazione pallavolistica dell'Ungheria.

## Rosa
Segue la rosa delle giocatrici convocate per l'European Silver League 2024.
| N° | Nome              | Ruolo | Data di nascita   | Squadra     |
| -- | ----------------- | ----- | ----------------- | ----------- |
| 2  | Fruzsina Tóth     | L     | 30 dicembre 1999  | Nyíregyháza |
| 4  | Cecília Jámbor    | S     | 14 aprile 2006    | Vasas       |
| 5  | Alíz Kump         | C     | 11 novembre 2003  | Békéscsabai |
| 6  | Zóra Glemboczki   | S     | 23 luglio 2000    | Békéscsabai |
| 8  | Sára Tóth         | P     | 4 agosto 2006     | Vasas       |
| 9  | Melani Ambrosio   | C     | 1º gennaio 2000   | Újpest      |
| 10 | Luca Radnai       | C     | 1º marzo 2005     | Kaposvári   |
| 12 | Réka Szedmák      | S     | 8 settembre 2001  | Kaposvári   |
| 13 | Anett Németh      | O     | 13 dicembre 1999  | Pinerolo    |
| 14 | Gréta Kiss        | S     | 6 maggio 1998     | Potsdam     |
| 16 | Brigitta Petrenkó | P     | 15 maggio 2000    | Louisville  |
| 17 | Mirtill Erőss     | O     | 30 aprile 2006    | Vasas       |
| 20 | Petra Kertész     | L     | 6 agosto 2002     | Békéscsabai |
| 23 | Alexandra Lászlop | C     | 19 settembre 1994 | Nyíregyháza |

## Risultati

### Competizioni FIVB
| 1964 | non qualificata | -            |
| 1968 | non qualificata | -            |
| 1972 | 5º posto        | Convocazioni |
| 1976 | 4º posto        | Convocazioni |
| 1980 | 4º posto        | Convocazioni |
| 1984 | non qualificata | -            |
| 1988 | non qualificata | -            |
| 1992 | non qualificata | -            |
| 1996 | non qualificata | -            |
| 2000 | non qualificata | -            |
| 2004 | non qualificata | -            |
| 2008 | non qualificata | -            |
| 2012 | non qualificata | -            |
| 2016 | non qualificata | -            |
| 2020 | non qualificata | -            |
| 2024 | non qualificata | -            |

| 1952 | 4º posto        | Convocazioni |
| 1956 | non qualificata | -            |
| 1960 | non qualificata | -            |
| 1962 | 11º posto       | Convocazioni |
| 1967 | non qualificata | -            |
| 1970 | 4º posto        | Convocazioni |
| 1974 | 6º posto        | Convocazioni |
| 1978 | 13º posto       | Convocazioni |
| 1982 | 10º posto       | Convocazioni |
| 1986 | non qualificata | -            |
| 1990 | non qualificata | -            |
| 1994 | non qualificata | -            |
| 1998 | non qualificata | -            |
| 2002 | non qualificata | -            |
| 2006 | non qualificata | -            |
| 2010 | non qualificata | -            |
| 2014 | non qualificata | -            |
| 2018 | non qualificata | -            |
| 2022 | non qualificata | -            |

| 1973 | non qualificata | -            |
| 1977 | 6º posto        | Convocazioni |
| 1981 | non qualificata | -            |
| 1985 | non qualificata | -            |
| 1989 | non qualificata | -            |
| 1991 | non qualificata | -            |
| 1995 | non qualificata | -            |
| 1999 | non qualificata | -            |
| 2003 | non qualificata | -            |
| 2007 | non qualificata | -            |
| 2011 | non qualificata | -            |
| 2015 | non qualificata | -            |
| 2019 | non qualificata | -            |
| 2023 | non qualificata | -            |

### Competizioni CEV
| 1949 | 6º posto        | Convocazioni |
| 1950 | 6º posto        | Convocazioni |
| 1951 | non qualificata | -            |
| 1955 | 6º posto        | Convocazioni |
| 1958 | 6º posto        | Convocazioni |
| 1963 | 7º posto        | Convocazioni |
| 1967 | 5º posto        | Convocazioni |
| 1971 | 5º posto        | Convocazioni |
| 1975 | 2º posto        | Convocazioni |
| 1977 | 3º posto        | Convocazioni |
| 1979 | 4º posto        | Convocazioni |
| 1981 | 3º posto        | Convocazioni |
| 1983 | 3º posto        | Convocazioni |
| 1985 | 9º posto        | Convocazioni |
| 1987 | 10º posto       | Convocazioni |
| 1989 | non qualificata | -            |
| 1991 | non qualificata | -            |
| 1993 | non qualificata | -            |
| 1995 | non qualificata | -            |
| 1997 | non qualificata | -            |
| 1999 | non qualificata | -            |
| 2001 | non qualificata | -            |
| 2003 | non qualificata | -            |
| 2005 | non qualificata | -            |
| 2007 | non qualificata | -            |
| 2009 | non qualificata | -            |
| 2011 | non qualificata | -            |
| 2013 | non qualificata | -            |
| 2015 | 12º posto       | Convocazioni |
| 2017 | 15º posto       | Convocazioni |
| 2019 | 20º posto       | Convocazioni |
| 2021 | 16º posto       | Convocazioni |
| 2023 | 24º posto       | Convocazioni |

| 2009 | non qualificata | -            |
| 2010 | non qualificata | -            |
| 2011 | 9º posto        | Convocazioni |
| 2012 | 12º posto       | Convocazioni |
| 2013 | 7º posto        | Convocazioni |
| 2014 | non qualificata | -            |
| 2015 | 1º posto        | Convocazioni |
| 2016 | 12º posto       | Convocazioni |
| 2017 | non qualificata | -            |
| 2018 | 2º posto        | Convocazioni |
| 2019 | 5º posto        | Convocazioni |
| 2021 | 10º posto       | Convocazioni |
| 2022 | 7º posto        | Convocazioni |
| 2023 | 8º posto        | Convocazioni |
| 2024 | non qualificata | -            |
| 2025 | 2º posto        | Convocazioni |

| 2018 | non qualificata | -            |
| 2019 | non qualificata | -            |
| 2021 | non qualificata | -            |
| 2022 | non qualificata | -            |
| 2023 | non qualificata | -            |
| 2024 | 3º posto        | Convocazioni |
| 2025 | non qualificata | -            |

### Competizioni estinte
| 1993 | non qualificata | -            |
| 1994 | non qualificata | -            |
| 1995 | non qualificata | -            |
| 1996 | non qualificata | -            |
| 1997 | non qualificata | -            |
| 1998 | non qualificata | -            |
| 1999 | non qualificata | -            |
| 2000 | non qualificata | -            |
| 2001 | non qualificata | -            |
| 2002 | non qualificata | -            |
| 2003 | non qualificata | -            |
| 2004 | non qualificata | -            |
| 2005 | non qualificata | -            |
| 2006 | non qualificata | -            |
| 2007 | non qualificata | -            |
| 2008 | non qualificata | -            |
| 2009 | non qualificata | -            |
| 2010 | non qualificata | -            |
| 2011 | non qualificata | -            |
| 2012 | non qualificata | -            |
| 2013 | non qualificata | -            |
| 2014 | non qualificata | -            |
| 2015 | non qualificata | -            |
| 2016 | non qualificata | -            |
| 2017 | 25º posto       | Convocazioni |

| 2018 | 5º posto        | Convocazioni |
| 2019 | non qualificata | -            |
| 2022 | non qualificata | -            |
| 2023 | non qualificata | -            |
| 2024 | non qualificata | -            |